# Amenemopet (fáraó)
Amenemopet (uralkodói nevén Uszermaatré Szetepenamon) az ókori egyiptomi XXI. dinasztia fáraója.

## Élete és uralkodása
Amenemopet valószínűleg I. Paszebahaenniut és Mutnedzsmet fiaként született. Paszebahaennuit hosszú uralkodásának végén társuralkodó volt, majd követte apját a trónon. A társuralkodás hosszára egy vászonpólyán fennmaradt feliratból következtethetünk: „…Amenemopet király, 49. év…”, amely valószínűleg úgy rekonstruálható, hogy „[X éve] Amenemopet királynak, 49. éve [Paszebahaenniut királynak]”. Egy feltételezés szerint azonban az említett 49. uralkodási év nem Paszebahaenniuté, hanem Menheperréé, Ámon thébai főpapjáé, így a társuralkodást semmi nem bizonyítja. Kenneth Kitchen elutasítja ezt a feltételezést, a Brooklyn 16.205 papirusz alapján, amely említ egy 49., majd egy 4. uralkodási évet; erről korábban azt gondolták, hogy III. Sesonk és Pami társuralkodására utal, de a tudomány jelenlegi állása szerint I. Paszebahaenniut és Amenemopet szerepelhetett rajta, így utóbbi 4. uralkodási éve apja 49. uralkodási évének felel meg.
Uralkodása alatt Amenemopet, elődjéhez hasonlóan, felvette az „Ámon taniszi főpapja” címet. Uralmát teljes egészében elismerték Thébában is – melyet ekkor II. Neszubanebdzsed, majd fivére, II. Pinedzsem uralt, Ámon főpapjaként –, mert neve legalább kolenc thébai sírban előfordul, köztük Ámon bárkája kapitányának, Penneszuttauinak a Halottak Könyve-tekercsén, melyet Amenemopet 5. uralkodási évére datáltak.
Taniszi sírját és az előbb említett thébai temetkezéseket leszámítva Amenemopet említése kevés helyen fordul elő. Tudni róla, hogy folytatta Ízisz, „a Gízai piramisok úrnője” kápolnájának díszítését, és bővített egy memphiszi templomot is. Manethón művének minden fennmaradt változata említi, Amenophthisz néven; kilenc évnyi uralkodást tulajdonít neki, amit a régészeti bizonyítékok is nagyjából alátámasztanak. Sem feleségéről, sem gyermekeiről nem tudni; utóda, Oszorkhór feltehetőleg nem állt rokoni kapcsolatban vele.

## Sírja és múmiája

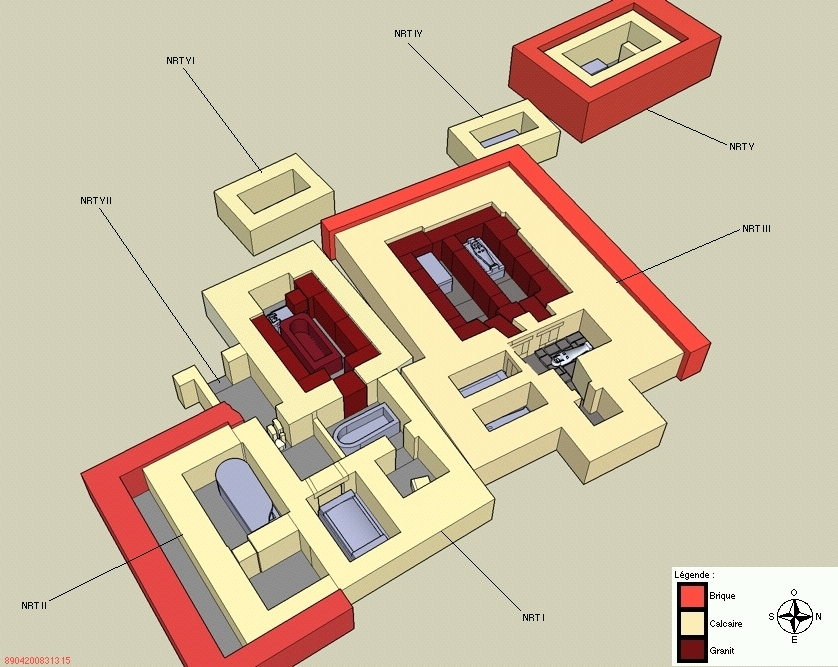
A taniszi királyi nekropolisz (NRT). Amenemopetet eredetileg a NRT IV sírba temették, később áthelyezték a NRT III-ba, I. Paszebahaenniut mellé

Amenemopetet eredetileg egy kis sír, a taniszi királyi nekropolisz NRT IV jelű sírjának egyetlen kamrájába temették el. Pár évvel halála után, Sziamon uralkodása alatt újratemették az NRT III sír egyik kamrájába, I. Paszebahaenniut mellé, abba a kamrába, amely egykor feltételezett anyjáé, Mutnedzsmeté volt. Érintetlen sírját Pierre Montet és Georges Goyon francia egyiptológusok fedezték fel 1940 áprilisában, egy hónappal Franciaország náci megszállása előtt, ami miatt Montet-nek abba kellett hagynia a feltárást, és csak a háború után, 1946-ban tudta folytatni. Az ásatás eredményeit 1958-ban publikálta.
A sírban a felfedezők felirat nélküli gránitszarkofágot találtak, edényeket – köztük a kanópuszedényeket és azt, amelyben a múmia lemosására szolgáló vizet tartották –, valamint egy halomban kb. 400 usébtit. A szarkofágban egy aranylemezzel díszített fakoporsóban feküdt Amenemopet múmiája, rajta két aranyozott halotti maszk, két melldísz, nyakláncok, karkötők, gyűrűk és egy rekeszzománcos díszítésű gallér; négy leleten I. Paszebahaenniut neve szerepelt. A maszkok fiatalként ábrázolják az uralkodót, de felfedezésükkor Goyon úgy találta, hogy arckifejezésük könyörgő és szenvedésről árulkodik; miután a restaurátorok helyrehozták, ez megváltozott. Amenemopet sokkal kevésbé fényes temetést kapott, mint I. Paszebahaenniut; míg utóbbi tömör ezüstkoporsót és tömör aranymaszkot kapott, Amenemopet koporsója és maszkja csak aranyozott. A múmia és a sír egyéb leletei ma a kairói Egyiptomi Múzeumban találhatóak.
A csontváz vizsgálata alapján dr. Douglas Derry megállapította, hogy Amenemopet erős testalkatú, magas életkort megért férfi volt. Úgy tűnik, halálát koponyasérülés nyomán kialakult agyhártyagyulladás okozta.

## Fordítás
- Ez a szócikk részben vagy egészben  az   Amenemope (pharaoh) című angol Wikipédia-szócikk ezen változatának fordításán alapul.  Az eredeti cikk szerkesztőit annak laptörténete sorolja fel. Ez a jelzés csupán a megfogalmazás eredetét és a szerzői jogokat jelzi, nem szolgál a cikkben szereplő információk forrásmegjelöléseként.

## Bibliográfia
- Derry, D. E., Report on Skeleton of King Amenemopet, ASAE 41 (1942), 149.
- Goyon, Georges. La Découverte des trésors de Tanis. Perséa, 608. o. (1987. március 25.). ISBN 2-906427-01-2
- Jansen-Winkeln, Karl. Ancient Egyptian Chronology. Brill, Leiden/Boston (2006. március 25.). ISBN 978 90 04 11385 5
- Kitchen, Kenneth A.. The Third Intermediate Period in Egypt (1100–650 BC). Warminster: Aris & Phillips Limited, 608. o. (1996. március 25.). ISBN 0-85668-298-5